# 新見紗央
新見 紗央（にいみ さお、1997年2月21日 - ）は、日本の元子役、元タレントである。
東京都出身。セントラル子供劇団に所属していた。

## 出演

### テレビ
- えいごリアン3（NHK教育）
- 時々迷々「声なきメッセージ」（NHK教育） - クラスメイト 役
- 伊東家の食卓（日本テレビ）
- 火曜サスペンス劇場 警視庁鑑識班13（日本テレビ）
- 世界一受けたい授業（日本テレビ）
- 嗚呼!バラ色の珍生!! 大晦日スペシャル（日本テレビ）
- ららら日記（日本テレビ）
- わくわく流（日本テレビ）
- 金曜エンタテイメント「アリバイの彼方に4」（フジテレビ） - 吉田奈々 役
- ココリコミラクルタイプ（フジテレビ）
- こたえてちょーだい!（フジテレビ）
- 土曜プレミアム 熱血教師SP第2夜 夢の見つけ方教えたる!（フジテレビ） - 5年2組 生徒 役
- P&Gパンテーンドラマスペシャル トゥルーラブ（フジテレビ） - 新垣結衣の幼少期 役
- 奇跡の扉 TVのチカラ（テレビ朝日）
- 土曜ワイド劇場 ハラハラ刑事2（テレビ朝日） - 村井美樹の幼少期 役
- 目撃!ドキュン（テレビ朝日）
- おはスタ（2007年、テレビ東京） - おはキッズ
- CHANGE（2008年、フジテレビ） - 生徒 役

### CM
- キヤノン「SELPHY」
- マクドナルド「ハッピーセット」
- ベネッセ「チャレンジ1年生」
- 小学館「小学1年生」

### 映画
- 東映教育「やくそく」